# هضم لاهوائي

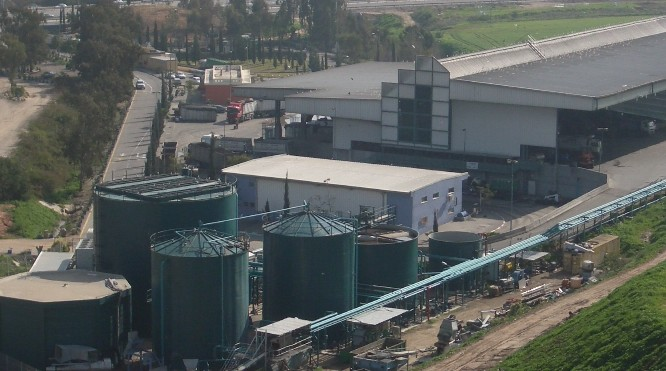
كل من هذه الصهاريج هاضم لاهوائي

الهضم اللاهوائي أو الهضم من دون أكسجين هو عملية تحلل حيوي بطريقة طبيعية للمواد العضوية في غياب الأكسجين.
الطريقة المتبعة في إنتاج الغاز الحيوي من المواد العضوية القابلة للتحلل الحيوي باستخدام الكائنات الحية الدقيقة في غياب الأوكسجين. يستخدم الهضم اللاهوائي إما للتخلص من النفايات العضوية (مثل روث الحيوانات أو الفضلات البشرية) أو لإنتاج الغاز الحيوي.
يتواجد في المستنقعات والرّواسب للمواد العضوية وحقول الأرز والجهاز الهضمي لبعض الحيوانات، والتي تشير عادة إلى «نشاط لاهوائي». مثال: بعض الحشرات كالنمل الأبيض أو بعض الفقاريات كالحيوانات المجترة.
تم اكتشاف غاز المستنقعات من قبل العالم ألساندرو فولتا في عام 1776.
و المادة العضوية المتحللة تتواجد على شكل غاز حيوي (بأكثر من 90 ٪) ويستخدم الباقي لنمو وصيانة الكائنات الحية الدقيقة.
ويمكن القول أن «التحكم في كل من غاز الميثان وعملية الميكروبيولوجية الطبيعية يسمح بإنتاج غاز الميثان انطلاقا من العناصر المسببة للتلوث».
لا يزال الإنسان يبحث عن فهم للظاهرة حتى يتسنى له السيطرة عليها وبالتّالي إمكانية إسراع العملية وذلك لتلبية حاجات معينة مثل تحويل المواد العضوية في النفايات (الصلبة والسّائلة) لغاية إنتاج الغاز المستخدم كمصدر للطاقة.
الهضم اللاهوائي يستخدم بشكل واسع كمصدر للطاقة المتجددة.تتضمن العملية إنتاج الغاز الحيوي والذي يتألف من الميثان وثاني أوكسيد الكربون ومقدار ضئيل من الغازات الملوثة. الغاز الحيوي يمكن أن يستخدم مباشرة كوقود لمحركات الغاز التي تنتج الحرارة والطاقة، أو تطويره ليصبح مشابه لجودة الغاز الطبيعي.المادة المغذية التي تنتج أيضاً من هذه العملية يمكن استخدامها كسماد.
عملية الهضم الهوائى تلعب دوراً مهماً في دورة الكربون ويمكن أن يساهم في تغيير المناخ
يمكن للكميات الهائلة للميثان المتواجدة في شكل هيدرات الميثان في التربة المتجمدة والرواسب البحرية إذا تسربت بطريقة فجئية أن تسرع الاحتباس الحراري.

## العملية
العديد من البكتيريا والمتعضيات الحيوية تؤثر في عملية الهضم لاهوائي، ومن ضمنها بكتيريا المشكلة للحمض (أستروجونAcetogen)والمشلكة للميثان البكتيريا القديمة (ميثانوجونMethanogen)، هذه الكائنات تعزز عدد من العمليات الكيميائية قي تحويل الكتلة الحيوية إلى غاز حيوي.
غاز الأوكسجين يبعد من التفاعل بواسطة حافظة فيزيائية.يستخدم الميكروب الهوائي مستقبلات الكترون من المصدر ماعدا غاز الأوكسجين.هذه المستقبلات يمكن أن تكون مواد عضوية ويمكن أن تتضمن أكسيد غير عضوي.عندما الأوكسجين من المصدر في النظام الهضم لاهوائي ينشأ عن المادة العضوية فقط، المركبات المتوسطة هي أوائل الكحولات، ألدهيات والأحماض العضوية، بالإضافة إلى ثنائي أوكسيد الكربون.ووجود خليط خاص من الميثان، المركبات المتوسطة تتحول إلى مركبات نهائية جيدة من الميثان، ثنائي أوكسيد الكربون، وأثار من كبريتيد الهدروجين. في النظام الهضم اللاهوائي، غالبية الطاقة الكيميائية موجودة في أول المركبات التي تحرر بواسطة البكتيريا القديمة على شكل غاز الميثان.
عدد الكائنات الدقيقة غير الهوائية عادة ماتأخذ فترة جيدة من الوقت لتأسس نفسها وتصبح في فعالية كاملة.لذلك، ممارسة شائعة تستخدم لتقديم الكائنات الدقيقة من المواد مع العدد الحالي منها، يطلق على هذه العملية اسم«نثر البذور» في الهاضم، عادة تنجز هذه العملية بإضافة حمأة مياه المجاري أو السوائل المائية للقطيع.

### خطوات العملية
الخطوات الأربع لعملية الهضم لاهوائي تتضمن حلمهة،Acidogenesis [الإنجليزية]،Acetogenesis [الإنجليزية]،توليد الميثان.توصف العملية كلها على أنها تفاعل كيميائي، حيث المواد العضوية مثل سكر العنب يهضم حيوياً إلى ثنائي أوكسيد الكربون وميثان بواسطة عمل الكائنات الدقيقة.
C6H12O6 → 3CO2 + 3CH4
- الحلمهة

في معظم الحالات، تصنع الكتلة الحيوية من بوليمرات عضوية كبيرة، من أجل أن تدخل البكتيريا إلى مكان الطاقة في المادة، هناك سلاسل مع الأوكسجين يجب أن تكسر إلى مكونات أساسي أصغر حجما، هذه المكونات، أو الجزيئات، مثل السكر، تكون متيسرة للبكتيريا الأخرى.عملية كسر هذه السلاسل وتحويلها إلى جزيئات تدعى حلمهة، لذلك حلمهة مكونات هذه الجزيئات البوليمرية عالية الوزن تكون ضرورية في أول خطوة في الهضم لاهوائي. تحلمه المكونات العضوية المعقدة إلى سكر أحادي، حمض أميني،حمض دهني.

## النواتج
النواتج الرئيسية الثلاثة لعملية الهضم لاهوائي هي الغاز الحيوي، المواد الصلبة، الماء.

### الغاز الحيوي
| مكون                          | صيغة | %     |
| ----------------------------- | ---- | ----- |
| ميثان                         | CH4  | 50–75 |
| ثنائي أوكسيد الكربون          | CO2  | 25–50 |
| نتروجين                       | N2   | 0–10  |
| هيدروجين                      | H2   | 0–1   |
| كبريتيد هيدروجين              | H2S  | 0–3   |
| أوكسجين                       | O2   | 0–0   |
| المصدر: www.kolumbus.fi, 2007 |      |       |

الغاز الحيوي هو الناتج النهائي من تغذية البكتيريا بالمواد القابلة للتحلل (تنجز عملية إخراج الغاز في الهضم لاهوائي بواسطة بكتيريا قديمة(كائن حي صغير في فرع مختلف تماما من شجرة علم الوراثة العرقي لحياة البكتيريا)، ومعظم الغاز الحيوي ميثان وثنائي أوكسيد الكربون، مع نسبة صغيرة من الهيدروجين وثلاثي كبريتيد الهيدروجين.(أثناء إنتاجه، يطلق الغاز الحيوي بخار الماء، مع جزء صغير من بخار الماء بسبب حرارة الغاز الحيوي). ينتج معظم الغاز الحيوي خلال منتصف عملية الهضم، بعد نمو البكتيريا، وتتناقص كلما استهلكت المواد القابلة للتحلل. الغاز عادة مايكون في أعلى الهاضم في فقاعة غاز أو ينقى ويخزن في خزان غاز بجانب المنشأة.
يمكن أن يُحرق الميثان الموجود في الغاز الحيوي لينتج الحرارة والكهرباء معا، عادة بمحرك متردد أو تروبين صغير وفي ترتيب لتوليد مشترك حيث الكهرباء والحرارة الضائعة تستخدم في تسخين الهاضم أو المباني.الكهرباء الزائدة يمكن أن تباع إلى المزودين أو توضع في الشبكة المحلية.تعتبر الكهرباء المنتجة من قبل الهضم لاهوائي طاقة متجددة ويمكن أن تدعمها الحكومات. لايسهم الغاز الحيوي في زيادة نسبة غاز ثنائي أوكسيد الكربون في طبقات الجو لأن الغاز لايطلق مباشرة في الهواء ويأتي ثنائي أوكسيد الكربون الموجود في المادة العضوية بدورة كربونية قصيرة.
قد يحتاج الغاز الحيوي إلى عملية تنقية أو معالجة قبل استخدامه كوقود. كبريتيد الهدروجين، منتج سام وهو يتشكل من كبريتات الموجودة في مدخلات الهاضم، ويحرر بنسبة ضئيلة من الغاز الحيوي، وكالات البيئية الوطني الفعالة، مثل وكالة حماية البيئة الأمريكية أووكالة البيئة الإنكليزية وويلزية، تضع شروط صارمة بخصوص مستويات كبريتيد الهدروجين في الغازات، واذا كانت المستويات عالية من كبريتيد الهدروجين، فإن معدات تنقية وتنظيف الغاز (مثل معالجة الغاز بالأمين) تكون ضرورية للوصول إلى المستويات القانونية المسموح بها في الغاز. إضافة كلوريد الحديد الثنائي إلى خزانات الهضم يقلل من إنتاج كبريتيد الهدروجين.